# 耶稣圣心主教座堂 (三原)
辕门巷耶稣圣心主教座堂是天主教三原教区的主教座堂，位于中国陕西省咸阳市三原县城南大街西侧辕门巷。
天主教传入三原，始于明末。1625年，鲁桥人王征邀请法国耶稣会会士金尼阁从山西绛州来家乡三原传教。金尼阁和汤若望在三原北城建立教堂。传教士驻扎该堂，管理全省教务。雍正禁教以后，一百多年间，传教人被驱逐，北城的天主堂改建为庙宇，天主教转入地下。
1932年，教廷把陕西中境代牧区分为天主教三原教区等5个教区，三原教区由方济各会意大利威尼斯省负责，范围包括高陵、富平、泾阳等13县。三原教区成立后，首任主教班锡宜即开始在辕门巷购地修建主教座堂。1934年动工兴建，至1938年建成，奉耶稣圣心为主保。该堂为罗马式建筑,多采用圆拱，三通廊式。教堂高33米，面积666平方米。1966年文化大革命以后，教堂被县毛巾厂占用，1979年教堂失火烧毁。1987年省政府拨款在原址重建教堂，1990年修复，基本恢复原貌。正立面“天主堂”石刻为于右任手书。2008年9月16日，三原天主教堂公布为第五批陕西省文物保护单位。
天主教在三原县城东关油坊道及武官坊、桃李村、张二册、大程等村庄亦设有教堂。